# Nils Johan Sundius
Nils Johan Sundius, född 25 september 1761 i Stralsund, död 19 maj 1828 i Fjälkestad, var en svensk predikant och teolog.
Sundius prästvigdes 1782. Han blev 1790 kyrkoherde i Harlösa, 1808 i Kristianstads församling, 1817 i Fjälkinge och Nymö och 1820 i Fjälkestad och Råbelöv. Sundius förordnades 1817 till kontraktsprost över Villands kontrakt. Han erhöll 1809 teologie doktorsgraden. Sundius var en man av stor lärdom.